# Art dogon
 (mars 2013).
Si vous disposez d'ouvrages ou d'articles de référence ou si vous connaissez des sites web de qualité traitant du thème abordé ici, merci de compléter l'article en donnant les références utiles à sa vérifiabilité et en les liant à la section « Notes et références ».

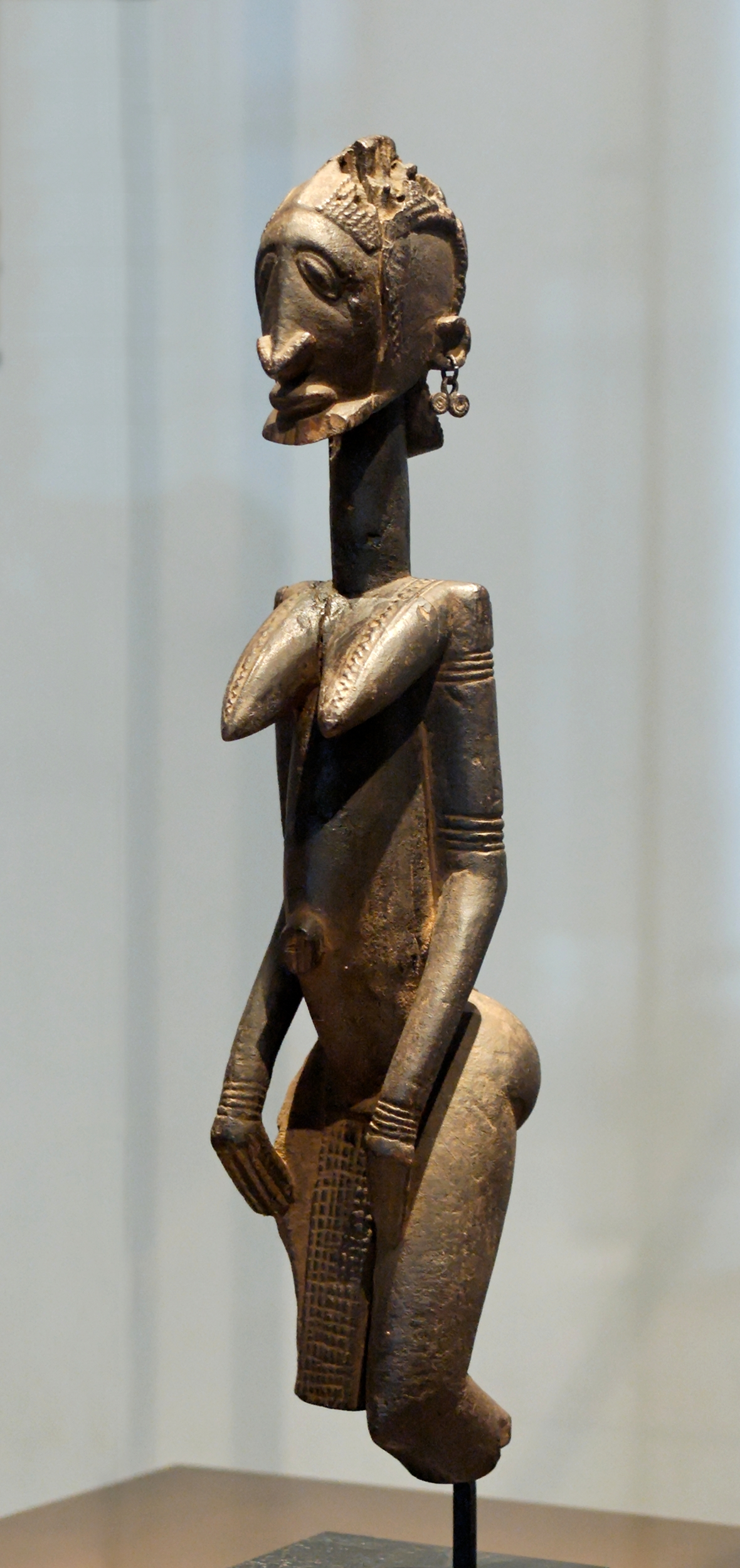
Représentation anthropomorphique, probablement une figure d'ancêtre, par le Maître des Yeux Obliques. Bois, Mali,

Aux XIVe et XVe siècles, les Dogons ont chassé les Tellem pour occuper leur territoire. Les Dogons vivent sur la falaise escarpée de Bandiagara au Mali. Ils vivent de l’agriculture et cultivent le mil, le maïs et l’arachide. 
Les centres artistiques dogons se trouvent à Bandiagara, Sangha et Iréli. Les plus anciennes statues dogons sont reconnaissables à leurs formes allongées. Elles représentent un personnage qui tend ses bras vers le ciel. Nous ne pouvons pas interpréter avec exactitude la signification de ce geste mais il pourrait être celui d’une prière (afin que les dieux accordent la pluie, par exemple). Stylistiquement, ces statues dogons ressemblent à celles de leurs prédécesseurs les Tellem. Elles sont parfois nommées de « style tellem ». Du sang des sacrifices, du gruau de mil et de la bière sont répandus sur les statues, ce qui donne à la patine un aspect croûteux. Les statues comportent à la fois des éléments féminins et masculins car, pour les Dogons, la séparation entre les deux sexes n’est pas absolue. L’hermaphrodisme montre la puissance vitale de ces statues.
Le dieu créateur dogon est Amma. Il y a huit ancêtres primordiaux, les Nommo. Ils ont un corps sinueux et dont la partie inférieure est serpentiforme. Les sculptures représentent en général un des Nommo.
En dehors de ces sculptures, les réalisations les plus typiques des dogons sont les masques de danse. Un de leurs rituels, le sigui, a lieu tous les soixante ans. Il est destiné à l’expiation des pêchés et présente des masques anthropomorphes ou zoomorphes (antilope, lièvre, buffle, singe, oiseau, hyène, lion) très importants en taille (jusqu’à dix mètres pour le masque –serpent). Le masque-serpent est le symbole de l’ancêtre mort. Il est effectué à cette occasion. Toute la communauté participe à cette cérémonie. Les initiés doivent le garder et sont considérés comme responsables de l’âme de l’ancêtre.
Nous avons aussi connaissance de volets ou de portes dogons; ils fermaient les greniers et sont très intéressants car ils représentent les ancêtres. Les sculptures sont très stylisées.